# غاري ك. ولف
غاري ك. ولف (بالإنجليزية: Gary K. Wolfe)‏ هو كاتب وناقد وصحفي أمريكي، ولد في 24 مارس 1946 في سيداليا في الولايات المتحدة.

## وصلات خارجية
- الموقع الرسمي